# Guillaume Senez
Guillaume Senez (Uccle, 6 de julho de 1978) é um cineasta e roteirista belga.